# Cieśnina Księcia Walii
Cieśnina Księcia Walii (ang. Prince of Wales Strait) – cieśnina w północnej Kanadzie, na obszarze Terytoriów Północno-Zachodnich.

## Geografia
Cieśnina oddziela Wyspę Banksa na zachodzie od Wyspy Wiktorii, łącząc Cieśninę Melville’a na północnym wschodzie z Zatoką Amundsena na południu. Ma długość 275 km. Jej średnia szerokość to około 15 km, ale zwęża się do 10 km w pobliżu wysp Princess Royal. Po północno-zachodniej stronie wysp znajdują się rozległe płycizny, gdzie głębokość wody jest równa zaledwie 4,2 m i statki muszą płynąć południowo-wschodnią stroną, gdzie woda ma głębokość 32 m i więcej.
Jako że przeważające wiatry w cieśninach McClure’a i Melville’a spychają wieloletni lód morski z Oceanu Arktycznego dalej na wschód, Cieśnina Księcia Walii jest przeważnie pokryta tylko jednorocznym lodem. Lód zaczyna pękać przeważnie pod koniec czerwca, od Zatoki Amundsena, na północy cieśniny dopiero w sierpniu. Na początku września cieśnina jest w największym stopniu wolna od lodu, zdarza się, że całkowicie. Pod koniec września woda znów zaczyna zamarzać, do listopada tworząc zwartą pokrywę.

## Historia
Cieśninę odkrył dla Europejczyków w 1850 roku Robert McClure, który przepłynął ją od południa, prawie docierając do Cieśniny Melville’a, zanim lód zmusił go do zawrócenia. Cieśnina została nazwana na cześć Alberta Edwarda, ówczesnego księcia Walii. Ze względu na lepsze warunki lodowe niż w Cieśninie McClure’a, Cieśnina Księcia Walii należy do częściej używanych szlaków Przejścia Północno-Zachodniego. Ropa naftowa i gaz ziemny z Morza Beauforta są przez nią transportowane na wschód.